# À l'est de Sumatra
Pour plus de détails, voir Fiche technique et Distribution.
À l'est de Sumatra (East of Sumatra) est un film américain de Budd Boetticher, sorti en 1953.

## Synopsis
Duke Mullane, directeur d'une mine en Malaisie, se rend dans une île peu connue pour ouvrir une nouvelle mine dans la jungle. Au début, les autochtones sont amicaux, mais une série d'incidents font changer l'attitude de Kiang, le roi de l'île.

## Fiche technique
- Titre original : East of Sumatra
- Titre français : À l'Est de Sumatra
- Réalisation : Budd Boetticher
- Scénario : Frank Gill Jr., d'après une histoire de Louis L'Amour et Jack Natteford
- Photographie : Clifford Stine
- Montage : Virgil Vogel
- Musique : Irving Gertz, Henry Mancini, Herman Stein
- Direction artistique : Bernard Herzbrun, Robert Boyle
- Décors : Russell A. Gausman, Joseph Kish
- Costumes : Bill Thomas, Rosemary Odell
- Son : Leslie I. Carey, Glenn E. Anderson
- Producteur : Albert J. Cohen
- Société de production : Universal International Pictures
- Société de distribution : Universal Pictures
- Pays d’origine :  États-Unis
- Langue originale : anglais
- Format : couleur (Technicolor) — 35 mm — 1,37:1 — son Mono (Western Electric Recording)
- Genre : Film d'aventure, Film d'action
- Durée : 82 minutes
- Dates de sortie : 
  -  États-Unis : 11 septembre 1953 (Première à Los Angeles)
  -  France : 3 juin 1955

## Distribution
- Jeff Chandler (VF : René Arrieu) : Duke Mullane
- Marilyn Maxwell (VF : Jacqueline Ferrière) : Lory Hale
- Anthony Quinn (VF : Roger Till) : Kiang
- Suzan Ball (VF : Béatrix Brunel) : Minyora
- John Sutton (VF : Roger Tréville) : Daniel Catlin
- Jay C. Flippen (VF : Pierre Morin) : "Mac"
- Scatman Crothers (VF : Georges Aminel) : "Baltimore"
- Aram Katcher : Atib
- Anthony Eustrel (VF : Pierre Leproux) : Clyde
- Gene Iglesias : Paulo
- Peter Graves : "Cowboy"
- Henry Earl Holliman : "Cupid"
- James Craven : Drake
- John Warburton : Craig Keith
- Gilchrist Stuart : M. Vickers